# Béatrice de Saxe-Cobourg-Gotha
Pour les articles homonymes, voir Béatrice du Royaume-Uni.
Béatrice de Saxe-Cobourg-Gotha, princesse du Royaume-Uni et, par son mariage, infante d’Espagne et duchesse de Galliera, est née le 20 avril 1884 à Eastwell Park, dans le Kent, et est décédée le 13 juillet 1966 à Sanlúcar de Barrameda, près de Séville.

## Biographie

### Famille et enfance
La princesse Béatrice est la dernière fille d’Alfred du Royaume-Uni (1844-1900), duc d'Édimbourg et duc souverain de Saxe-Cobourg-Gotha, et de la grande-duchesse Maria Alexandrovna de Russie (1853-1920). Par son père, elle est donc la petite-fille de Victoria, reine du Royaume-Uni de Grande-Bretagne et d’Irlande et impératrice des Indes, et de son époux le prince consort Albert de Saxe-Cobourg-Gotha. Par sa mère, elle est petite-fille du tsar Alexandre II de Russie et de Marie de Hesse-Darmstadt. Béatrice est la sœur cadette du prince héritier Alfred de Saxe-Cobourg-Gotha (1874-1899), de Marie (1875-1938), reine de Roumanie, de Victoria-Mélita (1876-1936), grande-duchesse de Hesse puis de Russie et d'Alexandra (1878-1942), princesse de Hohenlohe-Langenbourg.
Surnommée « Baby Bee » par sa famille, elle est baptisée à Eastwell House le 17 mai 1884 par le révérend William Lloyd, le chapelain de son père ; ses marraines sont ses tantes la princesse Béatrice du Royaume-Uni et Hélène de Waldeck-Pyrmont, duchesse d'Albany, et son parrain est l'empereur Guillaume Ier d'Allemagne.
La princesse Béatrice passe une grande partie de son enfance à Malte, où son père sert dans la Royal Navy. En 1889, le duc d’Édimbourg et sa famille s’installent dans le duché de Saxe-Cobourg-Gotha dont le prince est déclaré héritier par son oncle le duc Ernest II de Saxe-Cobourg-Gotha.
Avec sa sœur aînée la princesse Alexandra, elle est demoiselle d'honneur au mariage du prince George du Royaume-Uni et de la princesse Mary de Teck le 6 juillet 1893.

La sœur aînée de Béatrice, la reine Marie de Roumanie, la décrit ainsi dans ses mémoires : 

« Baby Bee a toujours été une enfant d'une intelligence exceptionnelle. Étant la plus jeune, Maman la protégeait et l'adorait avec une ferveur particulière, mais Baby Bee était néanmoins un précurseur de la jeunesse d'aujourd'hui. Malgré tout l'amour et les soins de Maman, Baby Bee a généralement déjoué ses inquiétudes et a fait la plupart des choses à sa manière. »

### Vie sentimentale

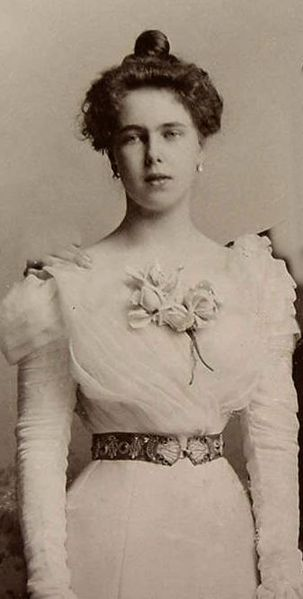
La princesse Béatrice.

En 1902, la princesse Béatrice tombe amoureuse du grand-duc Michel Alexandrovitch de Russie, frère et héritier présomptif du tsar Nicolas II. Elle commence à recevoir des lettres de lui en septembre 1902, où il la surnomme « Sima ». Cependant, elle est empêchée d'épouser le grand-duc car l'Église orthodoxe russe interdit le mariage entre cousins germains. Bien que de tels mariages aient été autorisés auparavant chez les Romanov, le pieux Nicolas II refuse d'assouplir les règles pour son frère.
En novembre 1903, Michel écrit à Béatrice pour lui dire qu'il ne peut pas l'épouser. La situation est aggravée par une lettre que Béatrice reçoit de sa sœur aînée Victoria-Mélita, où elle blâme Michel pour avoir imprudemment initié la romance interdite alors que sa propre relation avec un autre cousin, le grand-duc Cyrille Vladimirovitch, avait été interdite pour les mêmes raisons. Béatrice, humiliée, est envoyée en Égypte pour se remettre de son chagrin d'amour, mais se languit et écrit des lettres de reproches à Michel jusqu'en 1905.

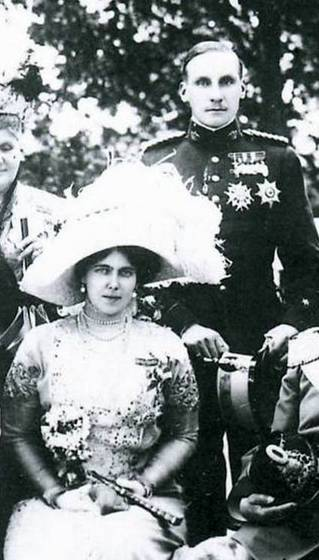
Béatrice et Alphonse au mariage d'Alphonse XIII et de Victoire-Eugénie de Battenberg en 1906.

Par la suite, une rumeur fait état d’un possible mariage entre la princesse Béatrice et le roi Alphonse XIII d’Espagne mais c’est finalement une cousine de la princesse, Victoire-Eugénie de Battenberg, qui épouse le monarque espagnol. Cet événement a cependant une grande importance pour Béatrice puisque c’est lors des noces d’Alphonse XIII et de Victoire-Eugénie qu’elle rencontre son futur époux, l’infant Alphonse d’Orléans (1886-1975), cinquième duc de Galliera. Par sa mère, le duc est le petit-fils de la reine Isabelle II d’Espagne tandis que, par son père, il est l’arrière-petit-fils du roi des Français Louis-Philippe.

### Mariage
La relation de Béatrice et Alphonse d’Orléans est regardée avec réticence par Madrid. L’infant fait en effet partie des proches héritiers possibles d’Alphonse XIII et Béatrice refuse de se convertir à la religion catholique et d’abandonner la foi luthérienne. Les deux jeunes gens doivent donc quitter l’Espagne et c’est à l'église Saint-Augustin de Cobourg qu’ils se marient sous les deux rites le 15 juillet 1909.
De ce mariage naissent trois fils :
- Alvaro d'Orléans (20 avril 1910 - 22 août 1997), infant d’Espagne et duc de Galliera, qui épouse morganatiquement l’Italienne Carla Parodi Delfino (1909-2000) en 1937. D'où la suite des ducs de Galliera.
- Alphonse d’Orléans (28 mai 1912 - 18 novembre 1936), infant d’Espagne, qui meurt au combat dans les rangs nationalistes pendant la guerre civile espagnole.
- Ataúlfo d'Orléans (20 octobre 1913 - 4 octobre 1974), infant d’Espagne.

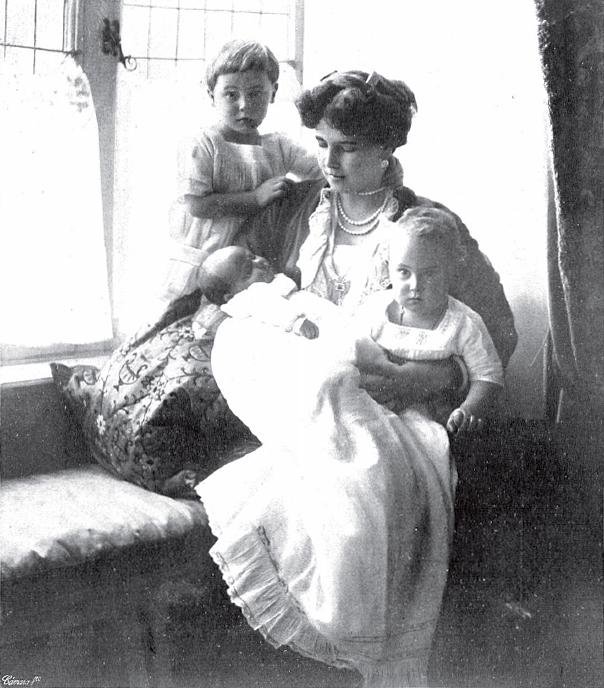
Béatrice et ses fils en 1913.

En 1912, Alphonse XIII autorise ses cousins à revenir en Espagne et le couple s’installe à Madrid. En août 1913, Béatrice est reçue dans l'Église catholique romaine.
Alphonse XIII, insatisfait par son mariage, a de nombreuses aventures, dont certaines produisent des enfants illégitimes. Il aurait également fait des avances à la princesse Béatrice, qu'elle a repoussées. Sur l'insistance de la reine douairière Marie-Christine d’Autriche, le roi chasse le couple d'Espagne en juillet 1916, sous le prétexte d'envoyer l'infant Alphonse en mission en Suisse. Dans le même temps, le cercle d'amis du roi, qui méprise à la fois Béatrice et la reine Victoire-Eugénie, commence à répandre des rumeurs malveillantes, disant que Béatrice a été expulsée à cause de son mauvais comportement, ce qui n'est pas vrai.
Le couple part donc vivre au Royaume-Uni où il inscrit ses enfants au Winchester College. En août 1922, la cour de Madrid permet au couple de rentrer en Espagne, où il s’établit dans la propriété familiale des Orléans-Galliera, à Sanlúcar de Barrameda.
Les années 1930 correspondent à une période de tristesse et de difficultés pour la famille d’Orléans. Le renversement d’Alphonse XIII et la proclamation de la République en 1931 conduisent la famille à s’exiler à nouveau et à retourner vivre en Angleterre. En 1936, le déclenchement de la guerre civile provoque l’appauvrissement des Galliera, qui se voient confisquer leurs domaines espagnols parce qu’ils soutiennent le camp nationaliste. Enfin, en 1936, le duc et la duchesse de Galliera perdent leur second fils qui est tué alors qu’il combat les Républicains.
Une fois la guerre terminée, la princesse Béatrice revient vivre en Espagne, à Sanlúcar de Barrameda, où elle meurt en 1966. Son mari lui survit jusqu’en 1975.

## Titulature et décorations

### Titulature
- 20 avril 1884 - 22 août 1893 : Son Altesse Royale la princesse Béatrice d'Édimbourg, princesse de Saxe-Cobourg-Gotha, duchesse en Saxe
- 22 août 1893 - 15 juillet 1909 : Son Altesse Royale la princesse Béatrice de Saxe-Cobourg-Gotha, duchesse en Saxe
- 15 juillet 1909 - 24 juillet 1930 : Son Altesse Royale la princesse Alphonse d'Orléans y Borbón
- 24 juillet 1930 - 14 juillet 1937 : Son Altesse Royale la duchesse de Galliera
- 14 juillet 1937 - 13 juillet 1966 : Son Altesse Royale la princesse Alphonse d'Orléans y Borbón

### Décorations
- Dame grand-croix de justice de l'ordre sacré et militaire constantinien de Saint-Georges (maison des Deux-Siciles, branche des ducs de Calabre)[6]
- Dame de l'ordre de la Reine Marie-Louise (royaume d'Espagne, 18 mars 1912)[7]
- Grand-croix de l'ordre civil de la Bienfaisance (royaume d'Espagne, 30 juin 1966)[8]

Armoiries (Royaume-Uni)